# Беляниново
Беляниново — деревня в городском округе Мытищи Московской области. Население — 1945 чел. (2010).
Находится по левую сторону Осташковского шоссе, примерно в семи километрах от МКАД. Рядом расположен Хлебниковский лесопарк.

## История
Впервые упоминается в 1766 году как деревня Беленинова Московского уезда Манатьина Быкова Коровина стана, владение графа Петра Борисовича Шереметева и жены Варвары с населением 82 жителя. В 1852 г. деревня 2-го стана в 42 верстах от Тверской заставы, по Ярославскому тракту, владелец — граф Шереметев. В 1859 г. владельческая деревня Беляниново при прудах, по левую сторону от Ольшанского тракта. В 1890 г. деревня Московского уезда Троицкой волости 2-го стана, в 17 верстах от г. Москвы. В 1926 г. отмечается в Коммунистической волости Московского уезда.
Деревня Беляниново значилась в приходе Христорождественской церкви села Осташково. До революции здесь находились пекарня и чайные. В 1900 году в деревне упоминается земское училище (учительница — Евдокия Тихомирова, ранее — Афанасова).
До 1959 года Беляниново — центр Беляниновского сельсовета.
В конце 80-х годов XX века в Беляниново переселялись жители деревни Волково, сносимой при строительстве Северной ТЭЦ. В настоящее время вокруг Беляниново и в самой деревне активно ведется коттеджное жилищное строительство.
В 1994—2006 годах Беляниново входило в состав Коргашинского сельского округа.
В 2013 г. учитель деревенской школы № 29 А. Г. Сиденко стал победителем конкруса «Учитель года России».

## Население
| 1852 | 1859 | 1890 | 1899 | 1926 | 2002 | 2010  |
| ---- | ---- | ---- | ---- | ---- | ---- | ----- |
| 264  | ↗274 | ↘175 | ↗323 | ↗582 | ↗810 | ↗1945 |

В 1766 г. деревня Беленинова Московского уезда перешла во владение графа Петра Борисовича Шереметева и его жены Варвары, 82 жителя. В 1852 г. 37 дворов (163 мужчины, 101 женщина). В 1859 г. 46 дворов (131 мужчины, 143 женщины). В 1890 г. — 175 жителей. В 1899 г. здесь проживало уже 323 человека. В 1911 г. в Беляниново находилось 84 двора. В 1926 г. — 113 крестьянских двора, 5 прочих (275 мужчин, 307 женщин).

## Транспорт
Транспорт — автобусы от станции метро «Медведково», номера — 279; 314; 509